# Paweł Karpiński
Paweł Maciej Karpiński (Varsòvia, 4 de novembre de 1951) és un director de cinema, guionista i productor de cinema polonès. El 1969, va començar a treballar com a director de fotografia i director a TVP. Els anys 1972-1975 va estudiar al Departament de Cinematografia de l'Escola Nacional de Cinema, Televisió i Teatre Leon Schiller a Łódź, on el 1982 també es va graduar al Departament de Direcció.

## Filmografia
- 2008: Na kocią łapę (sèrie de televisió) – director
- 2006: Kochaj mnie, kochaj! (sèrie de televisió) – director, guionista, productor de cinema
- 2001-2002: Więzy krwi (sèrie de televisió) – productor executiu
- od 1997: Klan (sèrie de televisió) – director
- 1994-1995: Fitness Club (sèrie de televisió) – director, productor de cinema
- 1988-1990: W labiryncie (sèrie de televisió) – director, guionista
- 1988: Czarodziej z Harlemu – director, guionista,
- 1986: Trio – director
- 1983: To tylko rock – director, guionista
- 1982: Smak czekolady – director, guionista

## Teatre televisat
- 1992: Nieboskie stworzenie – director
- 1994: Lekcja tańca – director